# شهرستان دی (داکوتای جنوبی)
شهرستان دی، داکوتای جنوبی (به انگلیسی: Day County, South Dakota) یک سکونتگاه مسکونی در ایالات متحده آمریکا است که در داکوتای جنوبی واقع شده‌است.

## خصوصیات
شهرستان دی ۲٬۸۲۶ کیلومترمربع مساحت دارد.